# ピュハヨキ
ピュハヨキ（フィンランド語: Pyhäjoki [ˈpyhæˌjoki]）は、フィンランドの中西部にあるクンタ（基礎自治体）である。

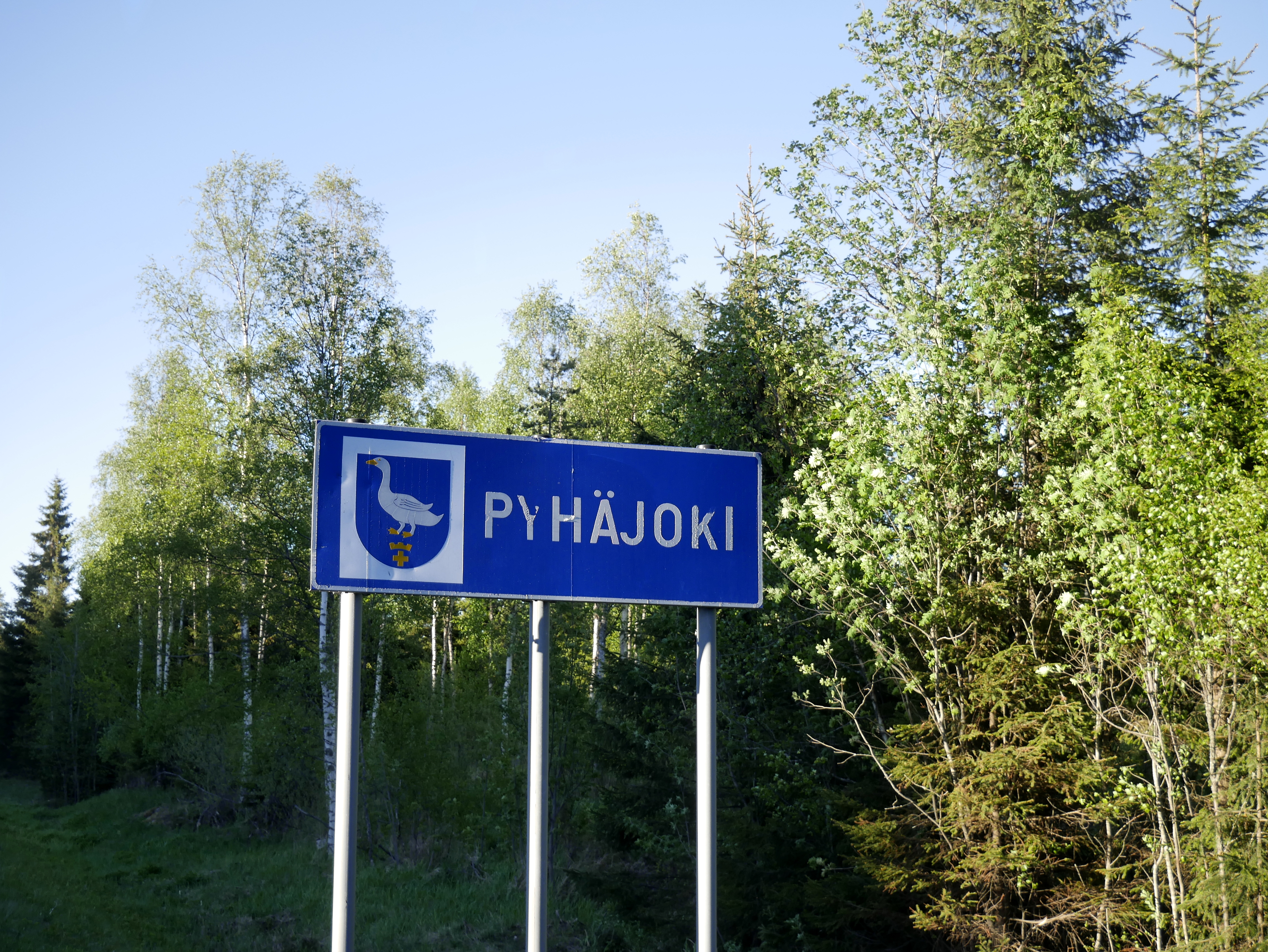
自治体の境界の標識

人口は2,992人である（2022年12月時点）。陸地面積は543.21平方キロメートルである。水面面積は821.95平方キロメートルであり、そのうち淡水面積は6.00平方キロメートル、海水面積は815.95平方キロメートルである（2022年1月1日時点）。

## 地理

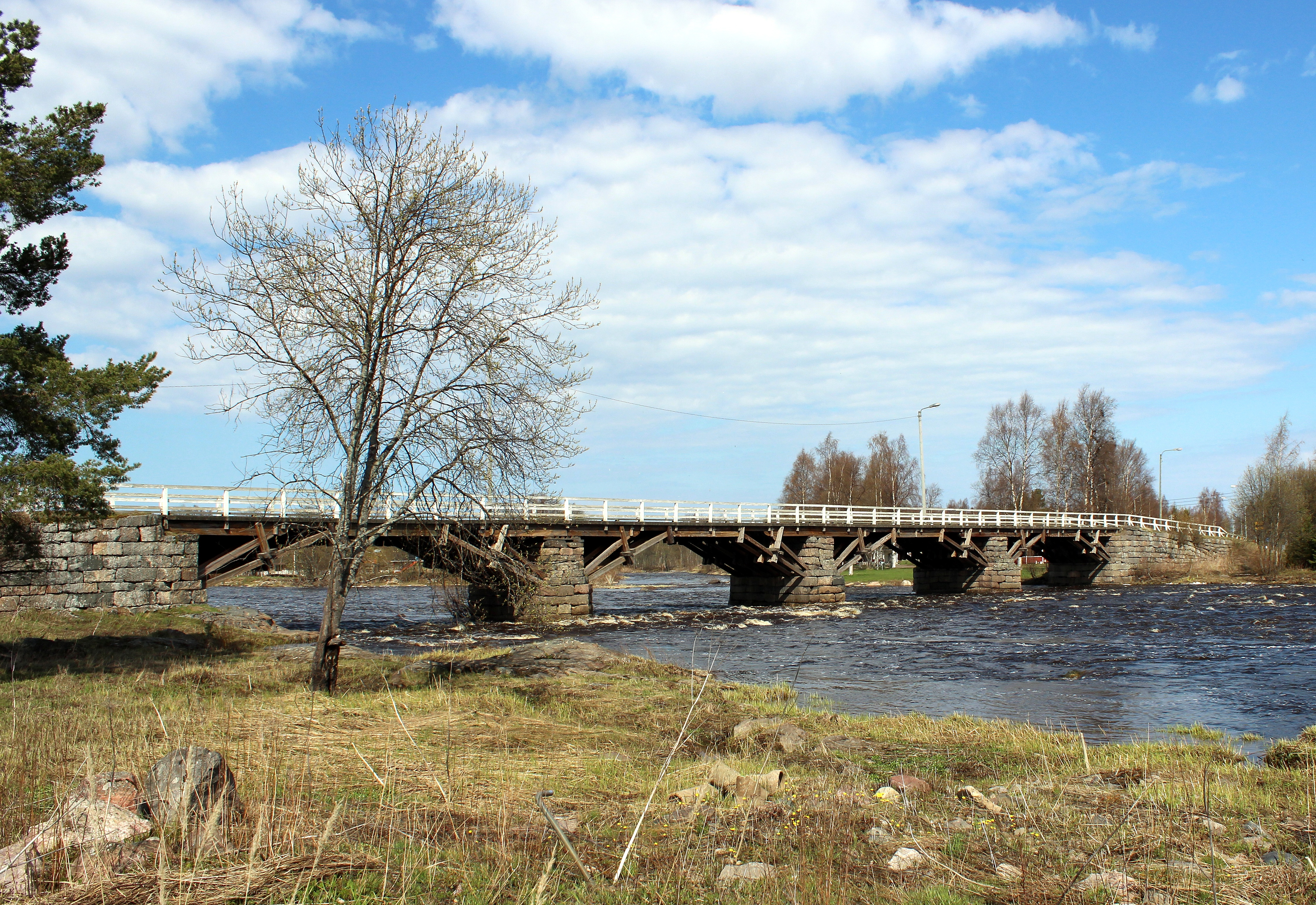
エーテランキラン大橋

北ポフヤンマー県のラーヘ郡 (en:Raahe sub-region) に属する。バルト海のボスニア湾に面しており、海岸線はおよそ88キロに及ぶ。ハンヒキヴィ半島 (fi:Hanhikivi) は、ボスニア湾に北西に突き出た半島である。当自治体は、国道8号の沿いに位置する。自治体域は、ピュハ川によってほぼ二分されている。
近隣の都市としては、およそ30キロメートル北東のラーヘ (en:Raahe)、およそ30キロメートル南西のカラヨキ、およそ100キロメートル北東のオウル、およそ100キロメートル南西のコッコラなどが挙げられる。集落としては、Parhalahti や Pirttikoski、Viirre や Yppäri、Etelänkylä や Keskikylä、Liminkakylä や Pohjankylä がある。

## 歴史

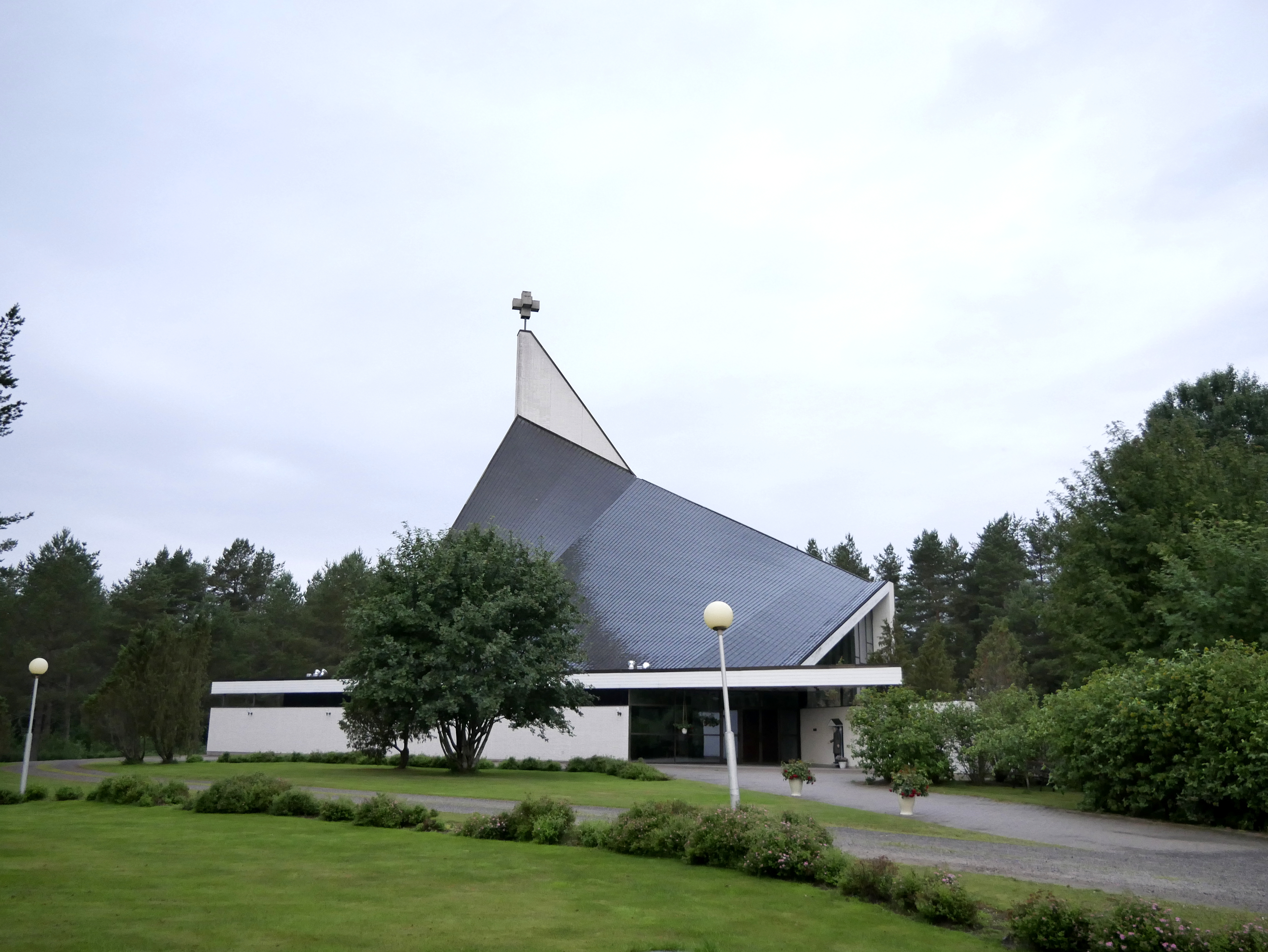
ピュハヨキ教会

1573年、Saloinen から分離・独立する形で、スウェーデン王のヨハン3世によってピュハヨキが創設された。1808年、ピュハヨキの戦いが起こる。1837年、エーテランキラン大橋がピュハ川に架橋される。1895年、自治体の境界線が新しく定められた。1977年、ピュハヨキ教会が完成される。2011年10月、原子力企業のフェンノボイマがハンヒキヴィ半島を原子力発電所の建設予定地として決定する（→ピュハヨキ原子力発電所）。